# Tête du Claus
La tête du Claus (ou tête de Claus dans certains ouvrages) est un sommet frontalier entre la France et l'Italie. Sa partie française est située dans la haute Tinée, dans le département des Alpes-Maritimes.

## Toponymie
Le toponyme claus signifie « clos, enclos » en langue occitane.

## Géographie
La tête du Claus se trouve sur la crête frontière, entre la France et l'Italie, au sud-est du mont Malinvern, et à l'est de la station de sports d'hiver d'Isola 2000. Il domine le lac du Claus, à l'est, en Italie. Son versant français fait partie du parc national du Mercantour, et son versant italien fait partie du parc naturel des Alpes maritimes. D'un point de vue géologique, la tête du Claus est constituée de granite.

## Histoire
La première ascension documentée, qui est également la première ascension hivernale, a été effectuée par Victor de Cessole, A. Maria et Jean Plent, le 19 février 1898, en suivant l'itinéraire de l'arête nord-ouest.

## Accès
L'itinéraire de la voie normale démarre de la station d'Isola 2000. Il rejoint ensuite la baisse de la Lauze, puis la brèche du Claus. Le sommet est ensuite atteint en contournant le ressaut de l'arête nord-ouest par le versant sud, puis en suivant cette arête.

### Cartographie
- Carte 3640ET au 1/25 000 de l'IGN : « Haute Tinée 2 - Isola 2000 - Parc national du Mercantour »